# Arbetarmakt
Arbetarmakt i Sverige är en revolutionärt socialistisk trotskistisk organisation som är medlem i den internationella organisationen Förbundet för femte internationalen. Politiskt står man för antistalinistisk marxism och man ser sig som aktiv i den politiska traditionen efter Vladimir Lenin, Lev Trotskij och Fjärde internationalen.
Bland aktiviteterna ingår torgmöten, facklig kamp, tidningsutgivning (tidningen Arbetarmakt, teoretiska tidskriften Marxistiskt Perspektiv och nyhetsbrevet), antifascistisk aktivitet, teoretisk skolning och så vidare. Lokalgrupp finns i Stockholm och medlemmar även i andra delar av Sverige. Under 2007 arbetade Arbetarmakt mycket med arbetet mot den borgerliga alliansen, Septemberalliansen, Europas Sociala Forum, och man engagerar sig också i arbete mot ockupationen av Irak.
Arbetarmakt härstammar från den så kallade Mot Strömmen-tendensen som existerade i Socialistiska partiet. Arbetarmakt bildades 1994 när man bröt sig ur Socialistiska partiet. Lite drygt två år senare bröt sig gruppen Marxistisk vänster, efter en tids oppositionellt arbete, ur Arbetarförbundet Offensiv (numera Rättvisepartiet Socialisterna). Efter förhandlingar beslutade Mot Strömmen-tendensen och Marxistisk vänster sig för att gå samman och tillsammans bilda Arbetarmakt, som kom att bli en del av Förbundet för en revolutionär kommunistisk international (FRKI, sedermera FFI – Förbundet för Femte Internationalen).
Arbetarmakt har ett oberoende organiserat ungdomsförbund som kallar sig Revolution, som står i politisk solidaritet med Arbetarmakt. De ska dock inte förväxlas med den Internationella Marxistiska Tendensens svenska sektion som bär samma namn.
Sommaren 2006 uteslöts omkring 30 procent av FFI:s medlemmar, de flesta från den engelska sektionen men också samtliga i Australien och en medlem i Sverige. Dessa kom att bilda Permanent Revolution.
Tidigare var Arbetarmakt namnet på en rådssocialistisk grupp: Förbundet Arbetarmakt. Organisationen var verksam åren 1972–1979 med bland annat förlagsverksamhet, och finns inte längre i dag.